# Interior, después de la cena
Interior, después de la cena es una pintura al óleo sobre lienzo del artista francés Claude Monet (1840-1926) creada durante el invierno de 1868-1869, una época productiva para el pintor. Pasó el invierno en Étretat, con Camille Doncieux y su hijo recién nacido.

## Fondo
Durante esta estancia en la costa normanda, Monet creó una serie de pinturas marinas (Barcos de pesca, Mar en calma, Veleros en el mar, Barcos de pesca en el mar, Mar agitado en Etretat) seguido de La urraca (1868), su famosa obra maestra de invierno. Interior, después de la cena, que tiene lugar más tarde en la noche, es una pieza complementaria de La cena, que muestra el mismo evento más temprano. Estas son las dos únicas pinturas nocturnas de interiores en toda la obra de Monet y pueden haber servido como estudio para El almuerzo (1868).

## Descripción
La pintura muestra a dos mujeres sentadas en una mesa redonda cosiendo frente a frente y un hombre de pie junto a la chimenea. Sobre la mesa, un servicio de café. El centro de la composición es la lámpara que cuelga sobre ella y la ilumina, creando reflejos en la madera. La chimenea encendida crea un segundo foco de luz, quedando el resto de la habitación en la penumbra. En el gran espejo sobre la chimenea se reflejan el jarrón sobre la repisa, las cabezas del hombre y la mujer y el reloj en la pared opuesta fuera de la vista del espectador. Camille Doncieux ha sido identificada positivamente con la dama del vestido gris de espaldas al espectador, un año antes de que ella y Monet se casaran. No está claro quiénes podrían ser las otras dos personas. Se dice que Marie-Louise Adelaide-Eugenie Sisley, la futura esposa de Alfred Sisley (1839–1899), y el propio Sisley posiblemente aparezcan sentados en La cena. Sin embargo, esto se vuelve menos claro en la pieza complementaria de Interior, después de la cena. El hombre apoyado en la repisa de la chimenea podría ser el amigo de Monet, Frédéric Bazille (1841–1870).
La firma en rojo aparece en la esquina inferior izquierda: "Claude Monet".

## Recepción de la crítica
El historiador de arte Hollis Clayson escribe que la pintura es "un interior nocturno naturalista ejemplar en su evaluación tranquila de las sutilezas de la luz difusa (de una lámpara de aceite en el techo) más la luz del fuego en el contexto de una tranquila reunión social".

## La cena

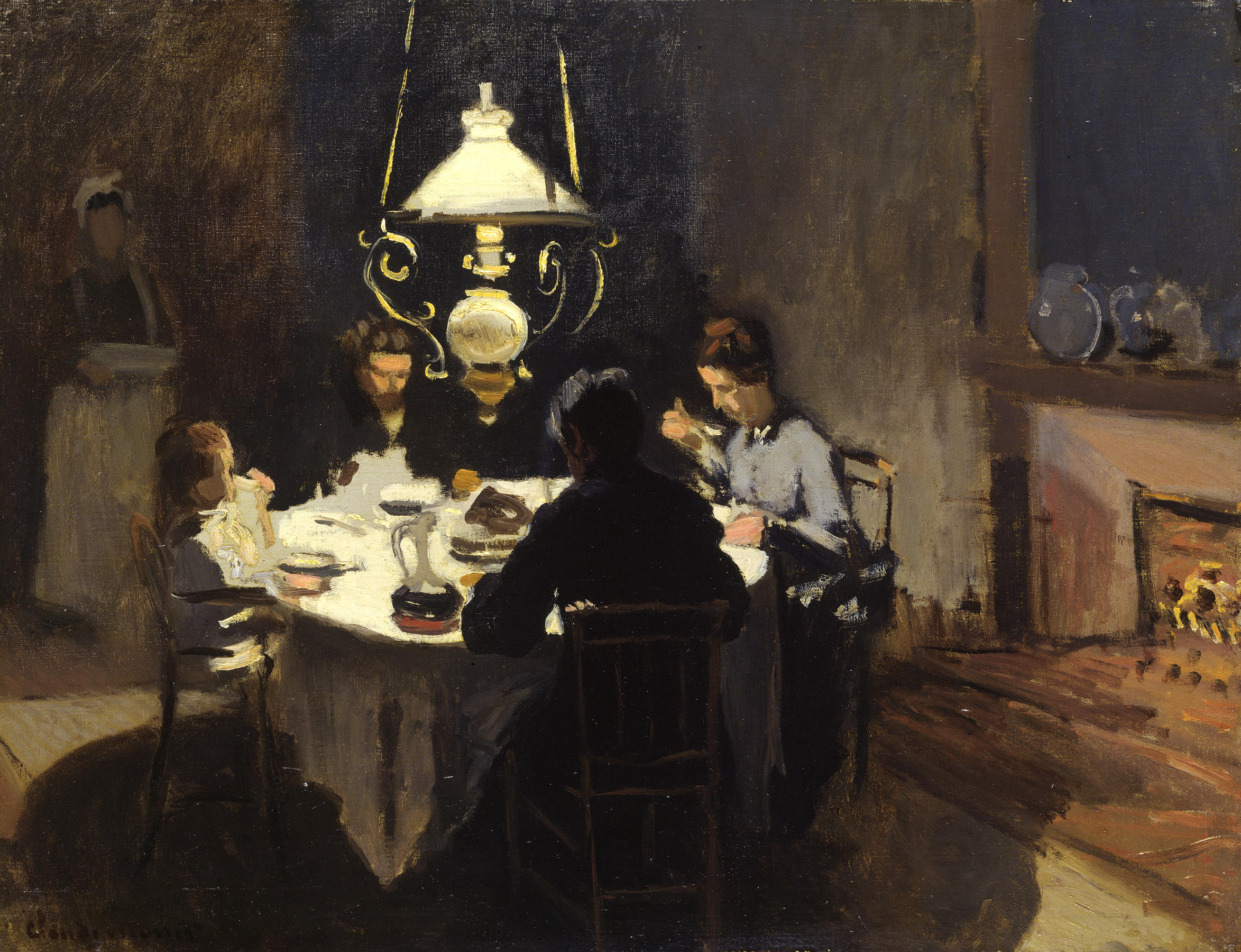
La cena (1868-1869), Fundación E. G. Bührle.